# Campoletis melanomera
Campoletis melanomera là một loài tò vò trong họ Ichneumonidae.